# Châteauneuf-sur-Isère
Châteauneuf-sur-Isère is een gemeente in het Franse departement Drôme (regio Auvergne-Rhône-Alpes). De plaats maakt deel uit van het arrondissement Valence. Châteauneuf-sur-Isère telde op 1 januari 2022 4.159 inwoners. 

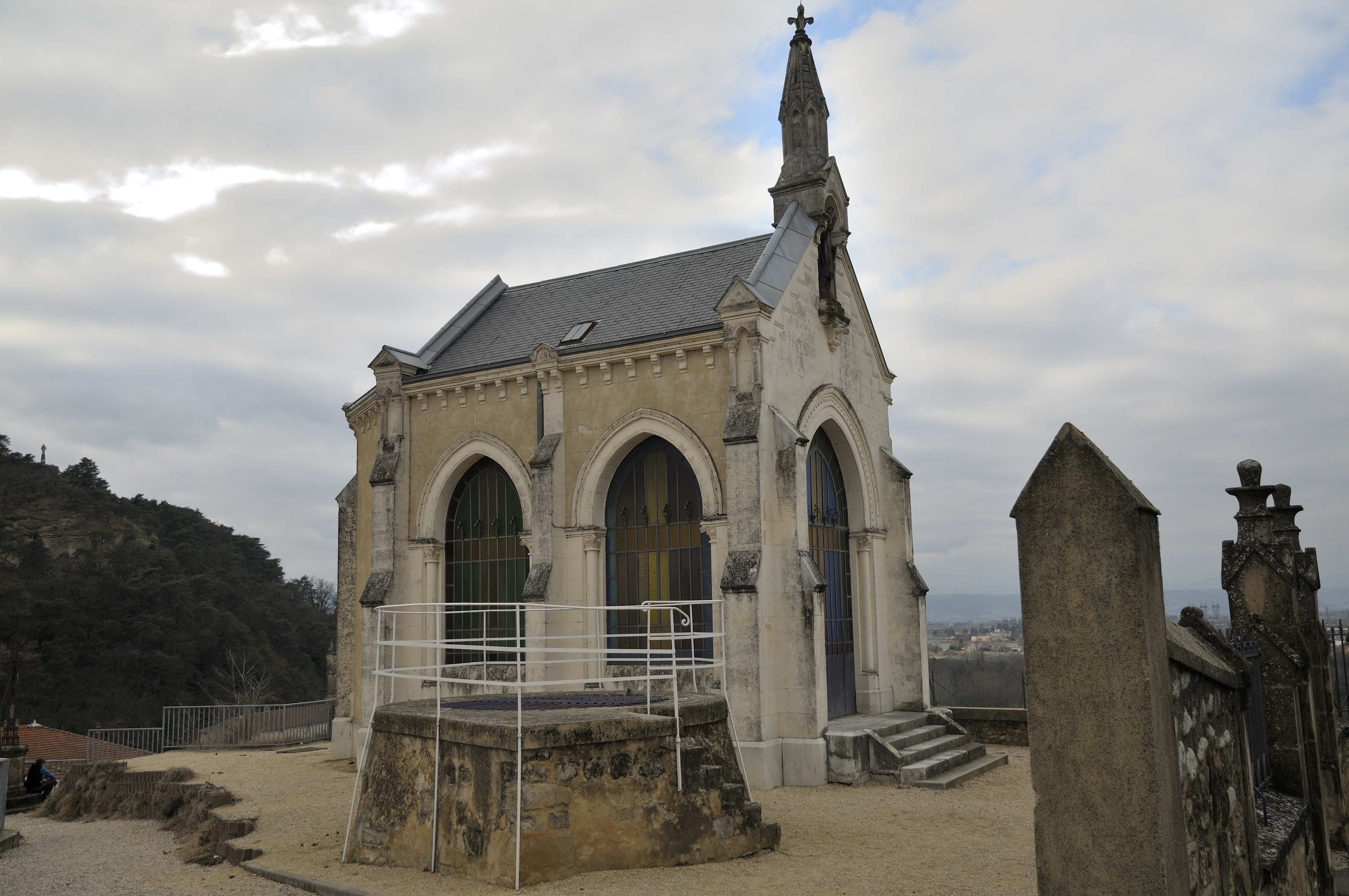
Kapel van St. Hugues
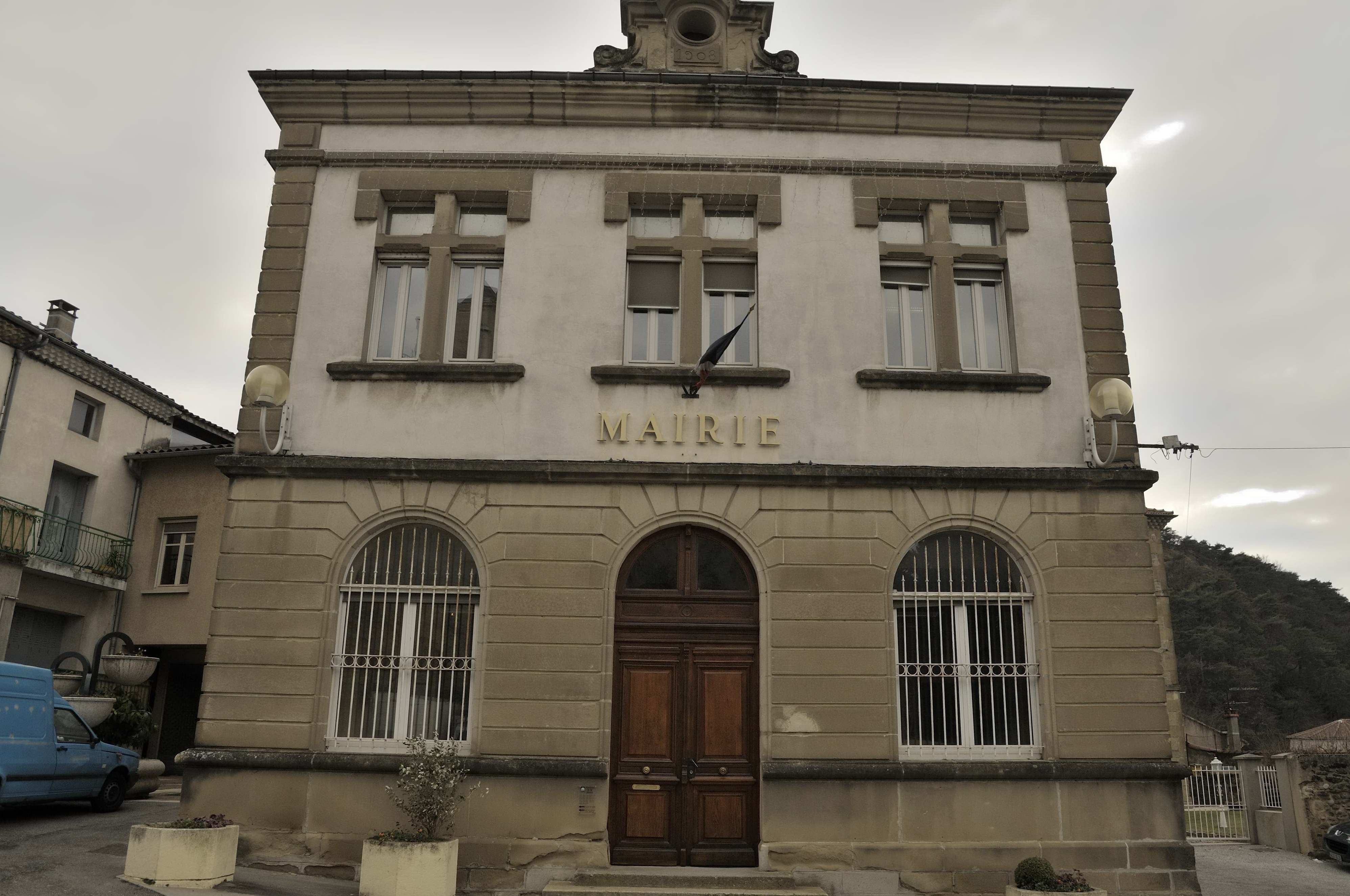
Gemeentehuis

## Geografie
De oppervlakte van Châteauneuf-sur-Isère bedraagt 45,57 vierkante kilometer; de bevolkingsdichtheid is 87 inwoners per km² (per 1 januari 2019).

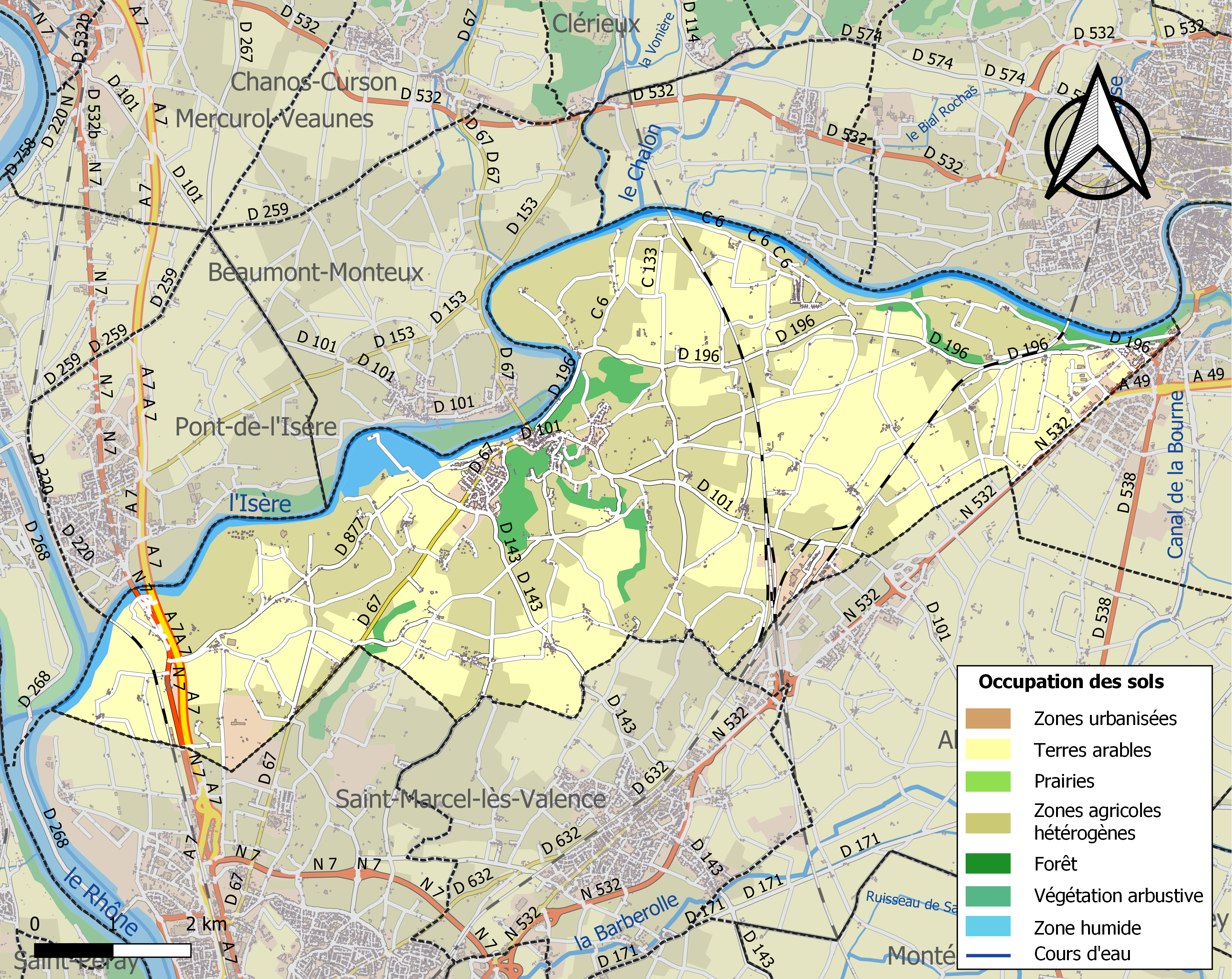
Kaart van de gemeente met belangrijkste infrastructuur, bodemgebruik en omliggende gemeenten

## Demografie
Onderstaande figuur toont het verloop van het inwonertal (bron: INSEE-tellingen).